# Roestborstfluiter
De roestborstfluiter (Pachycephala calliope, synoniem Pachycephala fulvotincta) is een zangvogel uit de familie Pachycephalidae (dikkoppen en fluiters).

## Verspreiding en leefgebied
Deze soort komt voor op Java en de Kleine Soenda-eilanden en telt vijf ondersoorten:
- P. f. everetti: Pulau Tanahjampea, Kalaotoa en Madu (zuidelijk van Sulawesi).
- P. f. javana: oostelijk Java en Bali.
- P. f. fulvotincta: westelijke Kleine Soenda-eilanden.
- P. f. fulviventris: Sumba (zuidelijk-centrale Kleine Soenda-eilanden).
- P. f. calliope: Timor en Wetar (oostelijke Kleine Soenda-eilanden).

## Status
De grootte van de populatie is niet gekwantificeerd maar de soort wordt omschreven als algemeen. Op de Rode lijst van de IUCN heeft deze soort de status niet bedreigd.